# Prizrenförbundet

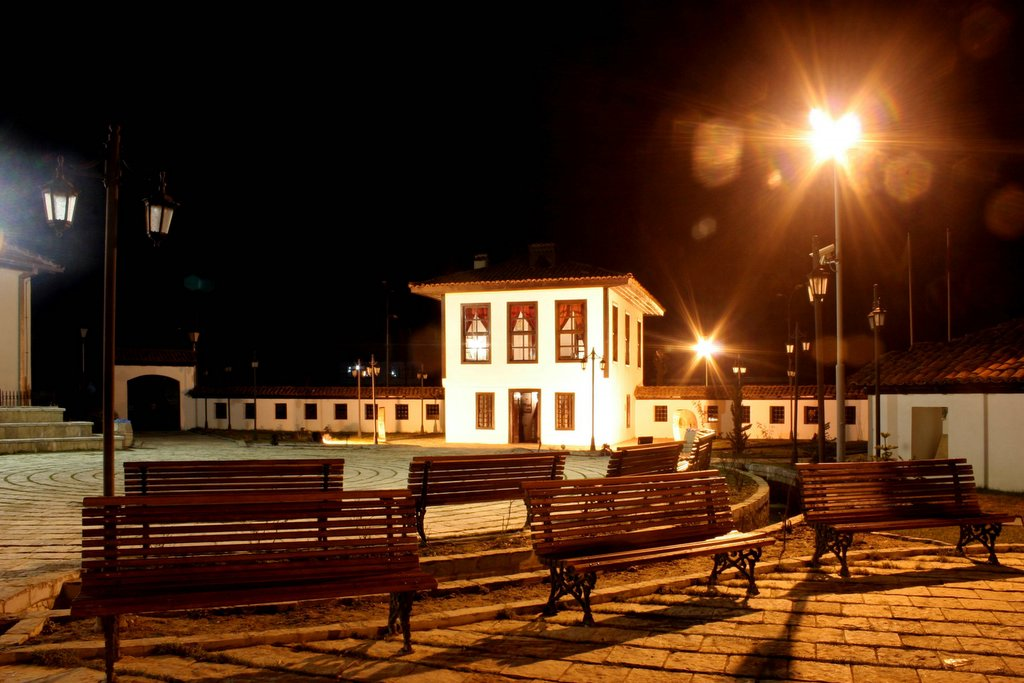
Albanska Världsförbundets hus i Prizren.

Prizrenförbundet (albanska: Lidhja e Prizrenit), även känt som Prizrenligan (egentligen Albanska förbundet eller Albanska Världsförbundet), var en etnisk albansk rörelse. Den skapades 1878 och verkade för albanskt kulturellt erkännande och frihet.[källa behövs] Den fick sitt namn efter staden Prizren där den grundades.[källa behövs]

## Historia
Förbundet bildades den 10 juni 1878 i staden Prizren i vilâyetet Kosovo. Bildandet av förbundet föregicks av Berlinkongressen och dess syfte att dela upp etniskt albanska områden mellan Grekland, Montenegro och Serbien.
Prizrenförbundet krävde från början att etniska albaner inom det osmanska riket skulle ha rättighet att utöva sin kultur. Man inledde därefter en väpnad kamp i syfte att skapa en självstyrande albansk stat inom det osmanska riket.
Förbundets styrkor nedkämpades av det osmanska riket 1881. Många av de överlevande medlemmarna, vars antal översteg 1 000 män, deporterades till Istanbul. I Istanbul finns i dag en stadsdel som kallas för "albanernas by" (Arnavutköy).[källa behövs]

## Namn
Namnet kommer sig av att ledarna för de olika albanska distrikten inom det osmanska riket samlades i ett särskilt hus i Prizren.[källa behövs] Huset fanns kvar till den 27 mars 1999 då Jugoslavien beslöt att riva det under det pågående Kosovokriget 1998–1999.[källa behövs] Efter att den sista serbiska soldaten lämnat Kosovo den 12 juni 1999 påbörjades en uppbyggnad av en kopia av huset i Prizren.[källa behövs]
Ordformen "Prizrenligan" är en översättning via engelska eller franska av albanskans Lidhja e Prizrenit ('Prizrenförbundet' eller 'Prizrensammanslutningen').[källa behövs]